# Leica M1
Leica M1 — малоформатный шкальный фотоаппарат немецкой компании Leica Camera, выпускавшийся с 1959 года.
Третья модель из семейства Leica M, упрощённая модификация фотоаппарата Leica M2.
Дальномер отсутствует, фокусировка по шкале расстояний.
Всего было выпущено более 9.431 фотоаппаратов.

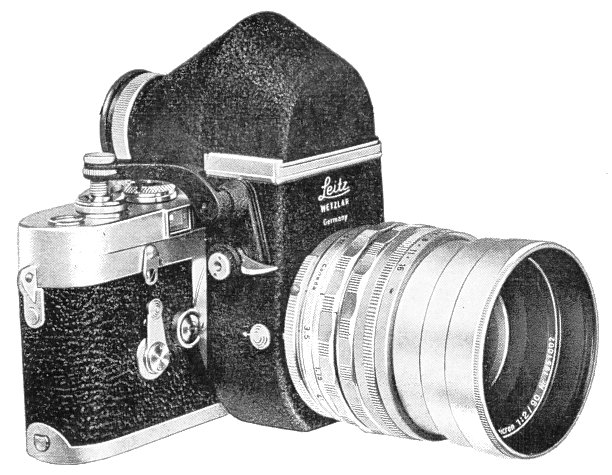
«Leica Visoflex» на камере с байонетом Leica M

Фотоаппарат мог применяться совместно с зеркальной приставкой «Leica Visoflex», а также в качестве фоторегистратора (техническая съёмка с использованием оптической системы микроскопа (микросъёмка), или, например, телескопа).

## Технические характеристики
- Тип применяемого фотоматериала — плёнка типа 135.
- Размер кадра 24×36 мм.
- Корпус металлический, со съёмной нижней крышкой и открывающейся панелью на задней стенке.
- Курковый взвод затвора и перемотки плёнки. Автоматический счётчик кадров с ручной установкой первого кадра.
- Обратная перемотка плёнки осесмещённой цилиндрической головкой.
- Крепление объектива — байонет Leica M.
  - Аппарат мог комплектоваться по желанию покупателя объективами различных моделей, возможна была продажа без объектива (body).
- Видоискатель оптический, в поле зрения видоискателя видны кадроограничительные рамки для сменных объективов с фокусным расстоянием 35 и 50 мм.
- Фотографический затвор — фокальный с матерчатыми шторками, с горизонтальным движением шторок.
- Выдержки затвора от 1 до 1/1000 с и «В», «невращающаяся» головка выдержек.
- Выдержка синхронизации — 1/50 с, кабельный синхроконтакт «Х» и «М».
- Обойма для крепления фотовспышки и сменных видоискателей.
- Механический автоспуск отсутствует.